# Driehoek (sterrenbeeld)

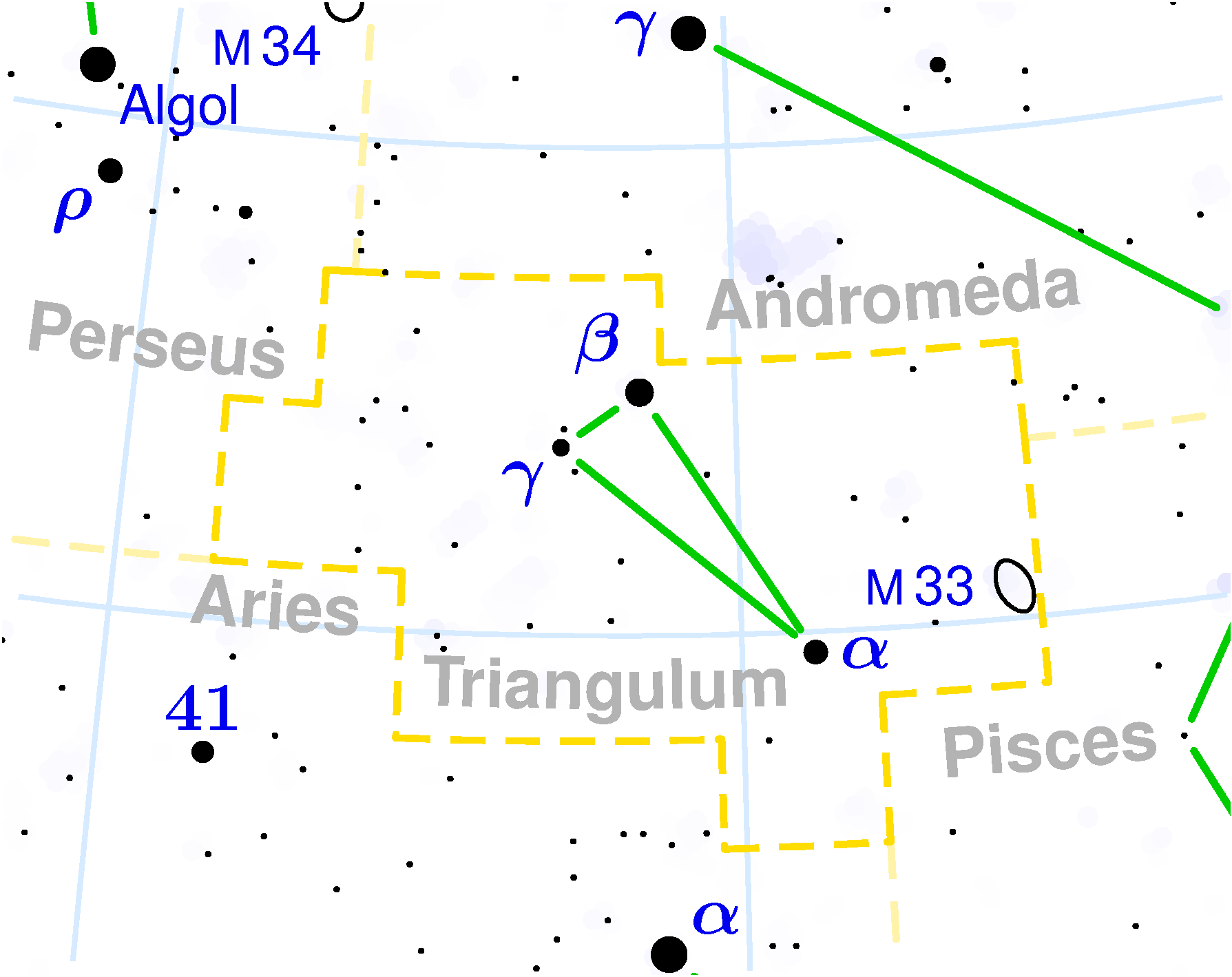
Kaart van het sterrenbeeld Driehoek.

Driehoek (Triangulum, afkorting Tri) is een klein sterrenbeeld aan de noorderhemel tussen rechte klimming 1u29m en 2u48m, declinatie tussen +25° en +37°.

## Sterren
(in volgorde van afnemende helderheid)
- Metallah (α, alpha Trianguli)

## Telescopisch waarneembare objecten

### New General Catalogue(NGC)
NGC 579, NGC 582, NGC 587, NGC 588, NGC 592, NGC 595, NGC 598, NGC 603, NGC 604, NGC 608, NGC 614, NGC 616, NGC 618, NGC 621, NGC 627, NGC 634, NGC 661, NGC 666, NGC 669, NGC 670, NGC 672, NGC 684, NGC 688, NGC 733, NGC 735, NGC 736, NGC 737, NGC 738, NGC 739, NGC 740, NGC 750, NGC 751, NGC 760, NGC 761, NGC 769, NGC 777, NGC 778, NGC 780, NGC 783, NGC 784, NGC 785, NGC 789, NGC 793, NGC 798, NGC 804, NGC 805, NGC 807, NGC 816, NGC 819, NGC 826-1, NGC 826-2, NGC 832, NGC 843, NGC 855, NGC 860, NGC 861, NGC 865, NGC 890, NGC 917, NGC 925, NGC 931, NGC 940, NGC 949, NGC 952, NGC 953, NGC 959, NGC 968, NGC 969, NGC 970, NGC 971, NGC 973, NGC 974, NGC 978, NGC 983, NGC 987, NGC 1002, NGC 1057, NGC 1060, NGC 1061, NGC 1062, NGC 1066, NGC 1067, NGC 1093

## Bezienswaardigheden
- In Triangulum bevindt zich de Driehoeknevel (M33), een melkwegstelsel dat tot de lokale groep behoort. Het is alleen onder extreem gunstige omstandigheden met het blote oog te zien.
- NGC 925 is een balkspiraalstelsel dat op 28,1 miljoen lichtjaar (8,6 × 106 parsec) van de Aarde verwijderd is.
- Collinder 21 is een open sterrenhoop die eerder als telescopisch asterisme gecatalogiseerd dient te worden. Het ligt op 1:50:30 / +27°05' en wordt ook weleens David's D genoemd.[bron?]
- Iota Trianguli (Σ 227) is een dubbelster waarvan de contrasterende kleuren door Robert Burnham, Jr. in Burnham's Celestial Handbook (bladzijde 1896) beschreven zijn als Yellow - Blue, door Smyth als Exquisite, en in Sky and Telescope Neglected but pretty, Gold and Bluish Green (S&T, 9/06, bladzijde 70).[bron?]

## Aangrenzende sterrenbeelden
(met de wijzers van de klok mee)
- Andromeda
- Vissen (Pisces)
- Ram (Aries)
- Perseus